# Gynoplistia (Gynoplistia) drekurmi
Gynoplistia (Gynoplistia) drekurmi is een tweevleugelige uit de familie steltmuggen (Limoniidae). De soort komt voor in het Australaziatisch gebied.